# Bob Rafelson
Bob Rafelson, né le 21 février 1933 à New York et mort le 23 juillet 2022 à Aspen, est un réalisateur, scénariste, producteur et acteur américain.
Il est considéré comme l'une des figures clefs du Nouvel Hollywood des années 1970. Parmi ses films les plus connus, on peut citer ceux réalisés dans le cadre de la société qu'il a cofondée, Raybert/BBS Productions, Cinq Pièces faciles (1970) et The King of Marvin Gardens (1972), ainsi que des films ultérieurs plébiscités par le public et la critique, Le facteur sonne toujours deux fois (1981) et Aux sources du Nil (1990). Parmi les autres films qu'il a produits dans le cadre de BBS figurent deux des films les plus importants de l'époque, Easy Rider (1969) de Dennis Hopper et La Dernière Séance (1971) de Peter Bogdanovich. Easy Rider, Cinq Pièces faciles et La Dernière Séance ont tous été sélectionnés pour figurer dans le Répertoire national du cinéma américain de la Bibliothèque du Congrès. Il a également été l'un des créateurs du groupe pop et de la série télévisée The Monkees avec Bert Schneider, partenaire de BBS. Sa première femme était le directrice artistique Toby Carr Rafelson.

## Biographie

### Origines familiales et début de carrière à la télévision
Bob Rafelson est issu d'une famille juive aisée qui habite Riverside Drive dans Manhattan à New York. Son père Sydney Rafelson est fabricant de chapeaux et il a un frère ainé, Donald. Sa mère Marjorie Blumenfeld est alcoolique et est dotée d'une personnalité manipulatrice. Son cousin germain, beaucoup plus âgé que lui, était le scénariste et dramaturge Samson Raphaelson, l'auteur du Chanteur de jazz, qui a écrit neuf films pour le réalisateur Ernst Lubitsch : « Samson s'intéressait à mon travail », a déclaré Rafelson au critique David Thomson. « S'il aimait un film, j'étais son neveu préféré. Mais s'il ne l'aimait pas, j'étais un cousin éloigné ».
Bob Rafelson fréquente dans son enfance une école privée, Trinity-Pawling School, à Pawling, New York, dont il sort diplômé en 1950. Adolescent, il s'enfuit souvent de chez lui pour mener une vie aventureuse, notamment en participant à un rodéo en Arizona et en jouant dans un groupe de jazz à Acapulco. Bob Rafelson est destiné, sans en avoir aucune envie, à reprendre l'entreprise de son père. Après avoir étudié la philosophie au Dartmouth College (où il s'était lié d'amitié avec le scénariste Buck Henry) et obtenu son diplôme en 1954, Rafelson est enrôlé dans l'armée américaine et stationné au Japon. Au Japon, il travaille comme disc jockey, traduit des films japonais et conseille la société de production Shōchiku sur les films qui auraient un succès financier aux États-Unis. Dans un entretien avec le critique Peter Tonguette, Rafelson se dit fasciné par les films qu'il a vus au Japon, en particulier ceux de Yasujirō Ozu, dont l'approche originale du montage l'a captivé lorsqu'il était jeune : « Je devais regarder un film d'Ozu encore et encore, par exemple Voyage à Tokyo, et j'étais hypnotisé par l'immobilité de ses cadres, la sûreté de sa composition », a-t-il déclaré. « Je suppose que ma propre esthétique s'est développée en regardant certains types de films, comme ceux de Bergman, Ozu et John Ford ».
Durant ses études, Rafelson se marie avec Toby Carr qu'il connait depuis l'adolescence puis s'installe avec elle à New York. Il commence à travailler pour la télévision, où il adapte des classiques théâtraux pour l'émission Play of The Week sur Channel 13. Le couple part s'installer en 1962 à Los Angeles. Ils ont deux enfants, Peter, né à New York, et Julie, qui nait en Californie.
Bob Rafelson travaille alors pour la filiale télévision d'Universal où il s'occupe d'une émission appelée Channing. Une violente dispute avec le producteur Lew Wasserman à propos du choix d'un acteur (Wasserman ne veut pas qu'il engage l'acteur Michael Parks car il a des boutons) met fin à sa carrière télévisuelle.

### Collaborations avec Jack Nicholson

#### Head(1968)

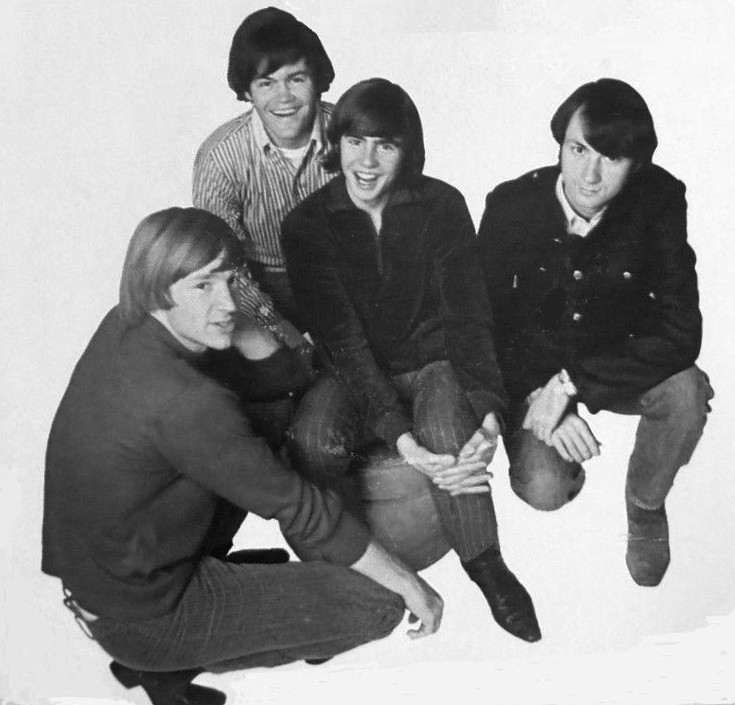
Le groupe en en 1967

Ami avec Bert Schneider, qui travaille à la Columbia, il le convainc de démissionner pour monter avec lui en 1965 une société de production, Raybert Productions, qui deviendra, lorsqu'ils s'associeront avec Steve Blauner, BBS, une des sociétés les plus influentes artistiquement sur le cinéma américain des années 1970.
Bob Rafelson passe à la réalisation en ayant l'idée d'une série qui s'inspire du film des Beatles Quatre Garçons dans le vent. Un groupe est recruté, The Monkees, « un ersatz de Beatles » et la série The Monkees, où Rafelson apprend la réalisation « sur le tas » remporte un grand succès. Si cette série lui permet de gagner beaucoup d'argent, au bout de deux ans, le succès commence à s'essouffler : l'arrivée de la contre-culture, d'artistes comme Jimi Hendrix ou Janis Joplin, les mouvements politiques de l'époque ringardisent les Monkees, leurs disques se vendent moins bien.
Bob Rafelson éprouve le besoin de se détacher de cette série qu'il trouve trop commerciale. Selon son épouse Toby Rafelson, il est important pour lui de donner l'image d'un homme en phase avec son époque. Il veut réaliser un film qui montre « le côté farce, escroquerie » de ce groupe. Il s'agira du film Head, influencé à la fois par la Nouvelle Vague et par le film Huit et demi. Il est écrit par son ami Jack Nicholson qui est à l'époque un acteur dont la carrière est en panne. Ce sera la première de leurs collaborations. Nicholson, cette fois comme acteur, participera à cinq des films de Bob Rafelson. Trop compliqué, le film est trop recherché pour les adeptes des Monkees, tandis que les cinéphiles n'ont pas envie d'aller voir un long métrage sur ce groupe de musique commercial : c'est un échec public.

#### Cinq Pièces faciles(1970)
Le projet suivant de Raybert Productions, Easy Rider, réalisé par Dennis Hopper, a été présenté pour la première fois au Festival de Cannes 1969 et est sorti en juillet 1969, devenant rapidement un phénomène culturel. Le succès du film a donné à Raybert suffisamment de fonds et de poids pour poursuivre des projets plus ambitieux. Rafelson et Schneider accueillent bientôt Stephen Blauner, un ami d'enfance de Schneider, dans leur société, qui devient BBS Productions (Bert, Bob et Steve). Le premier projet de BBS, Cinq Pièces faciles, est le deuxième long métrage de Rafelson, tourné en 1969. Dans une interview avec Tonguette dans Sight and Sound, Rafelson explique l'idée derrière BBS : « Ma pensée était : il y a tellement de talents ici aux États-Unis mais peu de talents pour les reconnaître. J'ai pensé qu'ensemble, nous pourrions y arriver, mais que Bert devrait s'en charger ».
Manohla Dargis, critique au New York Times, a souligné que Rafelson et Schneider avaient fondé « la société sensass des années 1960 Raybert (connue plus tard sous le nom de BBS Productions) - qui nous a donné Easy Rider, Cinq Pièces faciles, La Dernière Séance et Le Cœur et l'Esprit, et a déploré l'absence de telles prises de risque dans les maisons de production d'aujourd'hui ».
Cinq Pièces faciles a été écrit par Rafelson et Carole Eastman (sous le nom d'« Adrien Joyce ») et met en vedette Nicholson, Karen Black et Susan Anspach. Nicholson joue le rôle de Bobby Dupea, un pianiste classique doué qui travaille sur une plate-forme pétrolière en Californie et passe le plus clair de son temps à boire de la bière et à jouer au bowling avec sa petite amie Rayette (Black), qui s'est endormie sur ses lauriers. Bobby est constamment insatisfait et anticonformiste, déclarant : « Je bouge beaucoup. Non pas parce que je cherche quelque chose, mais pour m'éloigner des choses qui tournent mal si je reste ». Bobby apprend par sa sœur que son père a eu une attaque et décide de retourner chez lui, dans les îles San Juan, dans l'État de Washington. Avec Rayette, il entreprend un voyage en voiture vers Washington, prenant en chemin deux hippies en auto-stop. Dans le moment fort le plus célèbre du film, Bobby invective en vain une serveuse dans un restaurant pour obtenir une omelette avec du pain grillé. La scène se termine par un violent balayage du bras de Bobby qui débarrasse la table. La serveuse s'exclame alors : « Vous voyez ce panneau ? ». Cette scène fait l'effet d'un clin d'œil à Marlon Brando dans Un tramway nommé désir, mais Bobby a peut-être reproduit au hasard le comportement de quelqu'un qu'il avait vu au cinéma. Pour atténuer l'idée d'un plagiat suggéré par Rafelson, en 1996, dans Blood and Wine, la scène est revisitée quand Nicholson accompagné de Michael Caine, en cherchant une table libre pour eux deux dans une cafétéria, l'obtient en ramassant un plateau contenant des ustensiles usagés d'une table et en le laissant tomber sur le sol avec une simplicité nonchalante). Rafelson a décrit Bobby comme « un type qui ne parvient pas à gérer ses émotions ».
Le film a été un succès financier, rapportant 18 millions de dollars en salles. Il est également largement admiré par la critique et reçoit une nomination pour quatre Oscars : Meilleur film, Meilleur acteur (Nicholson), Meilleur second rôle féminin (Black) et Meilleur scénario original. En tant que producteur et coscénariste du film, Rafelson est nommé pour deux Oscars. Il reçoit également le New York Film Critics Award du meilleur réalisateur et du meilleur film de 1970. Le critique de cinéma David Robinson qualifie Rafelson de « jeune réalisateur qui traite le cinéma avec la subtilité d'un romancier, mais sans rien perdre de la concentration et de l'économie que permet ce mélange unique d'images et de sons qu'est le cinéma ».
Dans sa critique originale de 1970 parue dans le Chicago Sun-Times, le critique de cinéma Roger Ebert qualifie Cinq pièces faciles de « chef-d'œuvre d'une intensité déchirante », ajoutant : « Le film vit joyeusement la vie sur la route de son héros. . . . Robert Eroica Dupea est l'un des personnages les plus inoubliables du cinéma américain ». Dans un de ses essais sur le cinéma, Ebert se souvient de l'impact qu'avait eu la première vision du film : « Nous avons eu une révélation. C'était la direction que les films américains devaient prendre : des personnages idiosyncrasiques, des dialogues qui jonglait entre la vulgaire et le soutenu, une intrigue peuplée de personnages libres de nous surprendre, et une fin existentielle qui n'a pas besoin d'être heureuse ». Ebert a par la suite inclus Cinq pièces faciles dans sa liste des grands films.

#### The Kings of Marvin Gardens(1972) etLe facteur sonne toujours deux fois(1981)
Le film suivant de Rafelson est The King of Marvin Gardens, produit par BBS et sorti en 1972. Le film est écrit par Jacob Brackman, à partir d'une histoire de Rafelson et Brackman, et met en vedette Jack Nicholson, Bruce Dern, Ellen Burstyn, Julia Anne Robinson, Scatman Crothers et Charles Lavine. Le titre fait référence à la version originale (représentant Atlantic City) du plateau de jeu du Monopoly, où le « Marvin Gardens » mal orthographié et mal placé était l'une des cases jaunes de ce jeu de réussite capitaliste.
Dans le film, Nicholson joue le rôle de David Staebler, un disc-jockey mélancolique de Philadelphie qui raconte à la radio de longues histoires angoissantes de son enfance et vit avec son vieux grand-père (Lavine). David reçoit un appel de son frère Jason (Dern), un escroc extraverti, qui lui demande de le faire sortir de prison à Atlantic City. À son arrivée, David est entraîné dans le projet de Jason de transformer une île du Pacifique Sud en casino afin que les frères puissent « réaliser leur rêve d'enfant d'avoir leur propre royaume insulaire ». David s'associe à Jason, à sa petite amie Sally (Burstyn) et à la belle-fille de Sally, Jessica (Robinson), pour faire de ce rêve une réalité. Mais David apprend rapidement que Jason est dépassé par les événements et qu'il doit de l'argent à un véritable mafieux nommé Lewis (Crothers), qui est peu sensible à l'idéalisme de Jason.
The Kings of Marvin Gardens a reçu des critiques mitigées et n'a pas été un succès financier, bien que les critiques l'aient depuis réévalué. David Thomson a écrit qu'il « pourrait s'agir d'un film encore meilleur » que Cinq pièces faciles, bien qu'il s'agisse de l'avant-dernier film réalisé par BBS. Comme Rafelson l'a expliqué à Thomson, « Je voulais faire mes propres films. Et Bert s'orientait vers une politique radicale. Il voulait faire Le Cœur et l'Esprit [le documentaire de 1974 sur la guerre du Viêt Nam] ». Le Cœur et l'Esprit (réalisé par Peter Davis, l'ami de Rafelson depuis de nombreuses décennies) a remporté l'Oscar du meilleur documentaire et a été le dernier film à être produit par BBS.
Rafelson retrouve Jack Nicholson en 1981 et le dirige dans leur quatrième collaboration, Le facteur sonne toujours deux fois, d'après le roman de James M. Cain qui avait été adapté au cinéma en 1946 avec John Garfield et Lana Turner. Le remake a été écrit par David Mamet — le premier scénario du dramaturge — et met en scène Jessica Lange. Nicholson y incarne un vagabond de l'époque de la Dépression qui découvre par hasard un restaurant rural et se retrouve impliqué avec la femme du propriétaire dans un complot visant à tuer son mari. Rafelson a déclaré à propos de l'accueil réservé au film : « Les critiques américains — du moins au moment de sa sortie, depuis ils ont changé d'avis — ne l'ont pas beaucoup aimé, mais en France, en Allemagne, en Russie et dans les endroits où j'ai voyagé depuis la réalisation de ce film, il semble qu'il soit devenu l'un des films qu'ils apprécient le plus en raison de sa nature romantique improbable ». En France, en particulier, il est considéré comme un auteur.

#### Man Trouble(1992) etBlood and Wine(1996)
Rafelson retrouve Nicholson en 1992 pour leur cinquième collaboration, accompagnés par la scénariste de Cinq Pièces faciles, Carole Eastman, pour le film Man Trouble. Cette comédie noire romantique intitulée Man Trouble réunit Nicholson, Ellen Barkin et Harry Dean Stanton et, dans un petit rôle, Paul Mazursky, par ailleurs réalisateur reconnue du Nouvel Hollywood de la même génération que Rafelson. Il met en scène un dresseur de chiens véreux tente d'escroquer une célèbre cantatrice. Le film a été globalement éreinté par les critiques. Dans sa critique du film pour le Los Angeles Times, Michael Wilmington écrit : « Ce n'est certainement pas la catastrophe que les premiers articles de presse ont suggérée — le studio, de manière assez absurde, a refusé de projeter Man Trouble pour les critiques — mais c'est décevant. Non pas parce qu'il est mauvais, mais parce que nous attendons plus d'une collaboration Nicholson-Rafelson-Eastman. Nous attendons un esprit féroce, une vision claire de la société, des dialogues piquants, des personnages riches ». Il ajoute : « Ce conte mièvre n'a aucune urgence », mais salue les interprétations de Nicholson et de Barkin.
Blood and Wine en 1996 est la dernière collaboration entre Rafelson et Nicholson. Mettant de côté leurs autres collaborations, Rafelson a déclaré que ce film constituait la dernière partie d'une trilogie après Cinq Pièces faciles et The King of Marvin Gardens. Alex Gates (Nicholson) y est un négociant en vins fins de Miami qui, en plus d'être lourdement endetté, doit subvenir aux besoins de sa femme alcoolique, Suzanne (Judy Davis), et de son beau-fils Jason (Stephen Dorff). Alex décide de voler un collier de grande valeur avec la complicité de son ami Victor (Michael Caine), afin de se libérer de ses dettes, mais au cours du vol, Suzanne et Jason sont également impliqués. Le film est tourné à Miami, dans le sud de la Floride et dans les Florida Keys, d'après un scénario de Nick Villiers et Alison Cross. Le producteur britannique Jeremy Thomas a été attiré par la collaboration avec Rafelson en raison de ce qu'il considérait comme la sensibilité européenne du réalisateur : « J'ai reçu ce scénario auquel étaient attachés Jack Nicholson et Bob Rafelson, que je connaissais bien, et je me suis dit que je ne m'étais jamais approché d'un film de genre et que j'allais peut-être essayer un type de film noir, se déroulant à Miami, ce qui est la saveur d'Hollywood, et voir si nous pouvions y arriver. Le casting était incroyable et j'ai vendu le film à la 20th Century Fox ». À sa sortie, le film ne fait pas de vague malgré des critiques assez positives. Le critique de cinéma Roger Ebert a écrit : « Blood & Wine est un film policier richement texturé, basé sur la personnalité d'hommes qui gagnent leur vie désespérément. Jack Nicholson et Michael Caine en sont les vedettes, car ils sont associés dans un vol de bijoux qui tourne mal de plusieurs façons, chacune illustrant des failles profondes dans la façon dont ils choisissent de vivre ».

### Autres réalisations

#### Stay Hungry(1976)
À la fin des années 1970, Rafelson a passé plus d'un an à faire des recherches sur un film qui ne serait jamais réalisé sur la traite des esclaves en Afrique. Il a parcouru plus de cinq mille kilomètres en Afrique de l'Ouest et a déclaré qu'il avait « vécu la vie de nombreux personnages dont j'avais lu les aventures ». Rafelson a ensuite « voulu se tourner vers quelque chose de plus joyeux, pour projeter un aspect plus exaltant de moi-même ». Son film suivant est Stay Hungry, adapté du roman de Charles Gaines et adapté par Rafelson et Gaines, avec Jeff Bridges, Sally Field, Arnold Schwarzenegger et Scatman Crothers.
Bridges incarne Craig Blake, un millionnaire de l'Alabama qui vient d'hériter de la fortune de ses parents après leur mort tragique dans un accident d'avion. Il mène une vie solitaire dans son manoir, avec pour seule compagnie son majordome (Crothers) qui lui tient compagnie pendant qu'il passe ses journées à ne rien faire. Lorsqu'il est impliqué dans une société d'investissement douteuse, il se rend à la salle de sport Olympic Spa, où des culturistes s'entraînent en vue du prochain concours de Mister Univers. Il se lie d'amitié avec le culturiste Joe Santo (Schwarzenegger), qui lui apprend qu'« on ne peut pas grandir sans se consumer. Je n'aime pas être trop à l'aise. Une fois qu'on s'y est habitué, il est difficile d'abandonner ». Il commence également à sortir avec Mary Tate (Field), la réceptionniste du gymnase, mais ses amis de la classe supérieure n'approuvent pas ses nouveaux amis de la classe inférieure. À la fin, Blake choisit ses nouveaux amis et achète le gymnase avec Santo. Le film a valu à Rafelson et Gaines une nomination pour la meilleure comédie adaptée d'un autre média par la Writers Guild of America, tandis que Schwarzenegger a reçu un Golden Globe du meilleur espoir.
En 1978, Rafelson a commencé la production du film Brubaker, avec Robert Redford, Yaphet Kotto, Jane Alexander et Morgan Freeman. Il avait passé plusieurs jours dans une prison de haute sécurité pour faire des recherches sur le film. Rafelson a été renvoyé du film après seulement dix jours de tournage. « C'est à ce moment-là que j'ai prétendument donné un coup de poing à quelqu'un », a déclaré M. Rafelson. « Il a été remplacé par Stuart Rosenberg. Rafelson a intenté une action en justice pour rupture de contrat et diffamation en mai 1979, demandant 10 millions de dollars de dommages et intérêts, affirmant que la 20th Century Fox lui avait assuré qu'il jouirait d'une autonomie et d'un contrôle créatif complets et avait fait des déclarations laissant entendre qu'il était incompétent, émotionnellement instable et non qualifié pour diriger un grand film.

#### La Veuve noire(1987) etAux sources du Nil(1990)
En 1987, Rafelson réalise La Veuve noire, avec Debra Winger et Theresa Russell, sur un scénario de Ronald Bass. Le film reçoit des critiques favorables, le critique du Washington Post Paul Attanasio écrivant que « les joies de La Veuve noire sont les joies d'un film bien fait - la photograohie de Conrad Hall, la direction artistique de Gene Callahan, et une fabuleuse distribution », qui comprenait également Dennis Hopper, Nicol Williamson, et Diane Ladd. Le projet suivant de Rafelson était Aux sources du Nil (1990), un film sur le voyage de 1857-58 de Richard Francis Burton et John Hanning Speke dans leur expédition en Afrique centrale - le projet qui a culminé avec la découverte par Speke de la source du Nil. Le film, qui met en scène Patrick Bergin dans le rôle de Burton et Iain Glen dans celui de Speke, a été salué par Roger Ebert, le critique du Chicago Sun-Times, qui l'a qualifié de « tout à fait absorbant ». Ebert poursuit : « Il raconte son histoire de manière sobre et intelligente, avec un style tranquille... C'est le genre de film qui vous fait quitter l'écran avec la curiosité d'en savoir plus sur cet homme, Burton ». Dans Newsweek, le critique Jack Kroll a écrit : « Les exploits de Sir Richard Francis Burton font passer Lawrence d'Arabie pour un touriste. . . . D'une scène à l'autre, ce film vous saisit comme peu de films le font, se déplaçant entre l'Afrique et l'Angleterre pour mettre en lumière une gamme extraordinaire de personnages dans les cultures "primitives" et "civilisées" : des chefs tribaux africains, doux ou meurtriers, aux nababs de la Royal Geographical Society, honnêtes ou traîtres ». Rafelson a déclaré plus tard : « J'ai eu beaucoup de chance de faire ce film. Et je peux vous dire que s'il y a un film que j'ai aimé faire, c'est bien celui-là.« .

#### Embrouille à Poodle Springs(1998) etSans motif apparent(2002)
Ses derniers films sont Embrouille à Poodle Springs (1998) et Sans motif apparent (2002), adaptés respectivement des œuvres de Raymond Chandler et de Dashiell Hammett. Sans motif apparent est présenté au 24e Festival international du film de Moscou.
Rafelson a été honoré lors de nombreux festivals internationaux du film, notamment en Argentine, au Brésil, en Angleterre, en France, en Grèce, au Japon, en Yougoslavie et en Turquie, et a donné de nombreuses conférences. Il a contribué aux commentaires ou aux interviews pour les sorties DVD ou Blu-ray de Head, Cinq Pièces faciles, The King of Marvin Gardens, Stay Hungry, Le facteur sonne toujours deux fois, et Blood and Wine. M. Rafelson a également rédigé des essais pour le Los Angeles Times Magazine et pour le recueil de John Brockman intitulé The Greatest Inventions of the Past 2,000 Years (litt. « Les plus grandes inventions des 2 000 dernières années »).

## Vie privée
Bob Rafelson épouse Toby Carr en 1955. Ils vivent près d'Aspen, dans le Colorado, dans une maison « construite dans les années 50 par un alpiniste et son fils de 11 ans » que Rafelson a achetée en 1970. « Nous vivons ici et nulle part ailleurs », a-t-il déclaré. La fille de Rafelson, Julie, âgée de 10 ans, est décédée des suites de l'explosion d'un poêle au propane dans la maison des Rafelson à Aspen en août 1973. Peu après, Toby Rafelson apprend qu'elle est atteinte d'un cancer, mais finit par en guérir. Bien qu'ils aient divorcé par la suite, ils sont restés des amis proches, et Rafelson parlait de sa première femme comme de son « infirmière en chef, professeure, magicienne ». Son fils aîné est l'auteur-compositeur Peter Rafelson, qui a écrit la chanson Open Your Heart, qui est devenue un tube pour Madonna.
Rafelson épouse Gabrielle Taurek en 1999 et le couple a eu deux fils, E.O. et Harper. Il meurt d'un cancer du poumon à son domicile d'Aspen, dans le Colorado, le 23 juillet 2022, à l'âge de 89 ans,,.

## Filmographie
Sauf indication contraire, les informations mentionnées dans cette section peuvent être confirmées par la base de données cinématographiques IMDb,  présente dans la section « Liens externes ».

### Réalisateur

#### Longs métrages
- 1968 : Head
- 1970 : Cinq Pièces faciles (Five Easy Pieces)
- 1972 : The King of Marvin Gardens
- 1976 : Stay Hungry
- 1981 : Le facteur sonne toujours deux fois (The Postman Always Rings Twice)
- 1987 : La Veuve noire (Black Widow)
- 1990 : Aux sources du Nil (Mountains of the Moon)
- 1992 : Man Trouble (Man Trouble)
- 1996 : Blood and Wine
- 2002 : Sans motif apparent (No Good Deed)

#### Courts métrages
- 1981 : Modesty
- 1995 : Wet, segment du film collectif Tales of Erotica (en)
- 2002 : Porn.com

#### Téléfilm
- 1998 : Embrouille à Poodle Springs (Poodle Springs)

#### Clip
- 1983 : All Night Long (All Night) de Lionel Richie

### Producteur
- 1968 : Head
- 1969 : Easy Rider de Dennis Hopper
- 1970 : Cinq Pièces faciles (Five Easy Pieces)
- 1971 : La Dernière Séance (The Last Picture Show) de Peter Bogdanovich
- 1972 : The King of Marvin Gardens
- 1974 : Le Cœur et l'Esprit (Hearts and Minds) de Peter Davis
- 1976 : Stay Hungry
- 1981 : Le facteur sonne toujours deux fois (The Postman Always Rings Twice)

### Scénariste
- 1968 : Head
- 1970 : Cinq Pièces faciles (Five Easy Pieces)
- 1972 : The King of Marvin Gardens
- 1976 : Stay Hungry
- 1981 : Modesty (court métrage)
- 1990 : Aux sources du Nil (Mountains of the Moon)
- 1995 : Wet (court métrage), segment du film collectif Tales of Erotica (en)
- 1996 : Blood and Wine
- 2002 : Porn.com (court métrage)

### Acteur
- 1968 : Head : lui-même
- 1970 : Cinq Pièces faciles (Five Easy Pieces) : l'homme dans l'ascenseur
- 1976 : Stay Hungry : l'homme avec le tableau sur le trottoir
- 1980 : Mora de Léon Desclozeaux : le malfrat
- 1985 : Always de Henry Jaglom : Sam
- 1995 : Leaving Las Vegas de Mike Figgis : l'homme au supermarché
- 1995 : Wet (court métrage) : le client éconduit
- 2002 : Porn.com (court métrage) : Matty Bonkers
- 2017 : We Blew It de Jean-Baptiste Thoret : lui-même

## Distinctions
Sauf indication contraire, les informations mentionnées dans cette section peuvent être confirmées par la base de données cinématographiques IMDb,  présente dans la section « Liens externes ».

### Nominations
- Oscars 1971 :
  - Meilleur film pour Cinq pièces faciles
  - Meilleur scénario original
- Golden Globes 1971 :
  - Meilleur réalisateur pour Cinq pièces faciles
  - Meilleur scénario